# Astaena apolinarmaria
Astaena apolinarmaria är en skalbaggsart som beskrevs av Saylor 1946. Astaena apolinarmaria ingår i släktet Astaena och familjen Melolonthidae. Inga underarter finns listade.